# Dolenji Podboršt, Mirna Peč
Dolenji Podboršt je naselje v Občini Mirna Peč.